# Inmigración brasileña en Uruguay
La inmigración brasileña en Uruguay es el movimiento migratorio de ciudadanos de la República Federativa de Brasil hacia Uruguay, uno de sus países limítrofes.
La comunidad brasileño-uruguaya surgió en el siglo XIX y se ha mantenido con el transcurso del tiempo En el censo de 2011 se registraron 12.882 brasileños residiendo en Uruguay.

## Historia
La inmigración brasileña al territorio del actual Uruguay inició durante la época colonial. Entre 1821 y 1825, la Banda Oriental estuvo bajo el dominio del Imperio del Brasil, con el nombre de Provincia Cisplatina. Debido a su proximidad geográfica, tras el establecimiento de Uruguay como un Estado independiente, ambos países continuaron manteniendo un fuerte intercambio económico y político. 

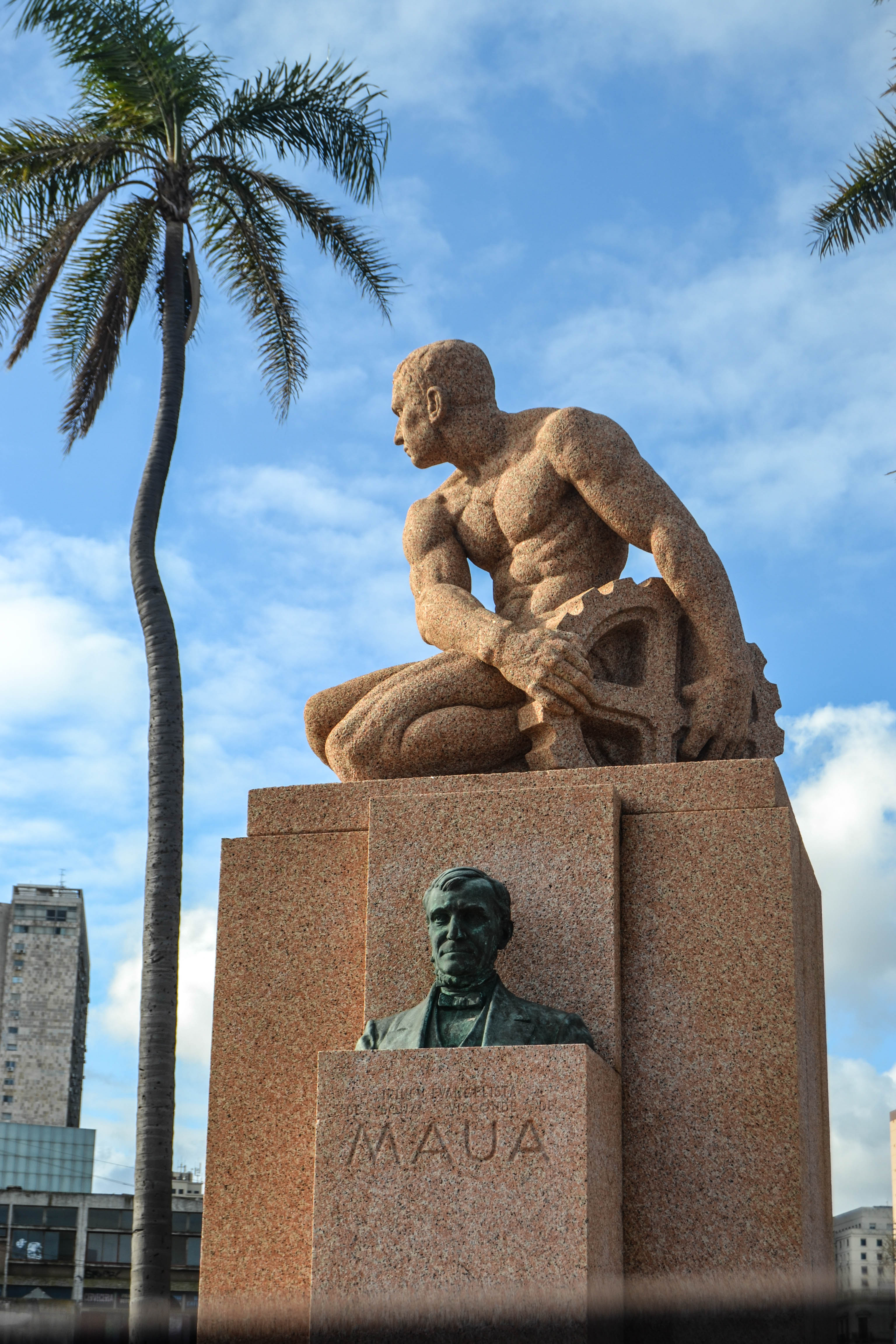
Monumento a Irineu Evangelista de Sousa en Montevideo

Durante gran parte del siglo XIX, las fronteras entre ambos países se encontraban mal delimitadas, lo cual contribuyó a que ciudadanos brasileños se afincaran la región norte y noreste de Uruguay —principalmente en los actuales departamentos de Rivera y Cerro Largo—, en búsqueda de mejores condiciones de vida. Este flujo migratorio también incluyó afrobrasileños que escapaban de la política esclavista que, por entonces todavía se llevaba a cabo en Brasil.
Entre los migrantes brasileños del siglo XIX, destacan los padres de Aparicio Saravia, militar y caudillo del Partido Nacional; e Irineu Evangelista de Sousa, banquero y financista.

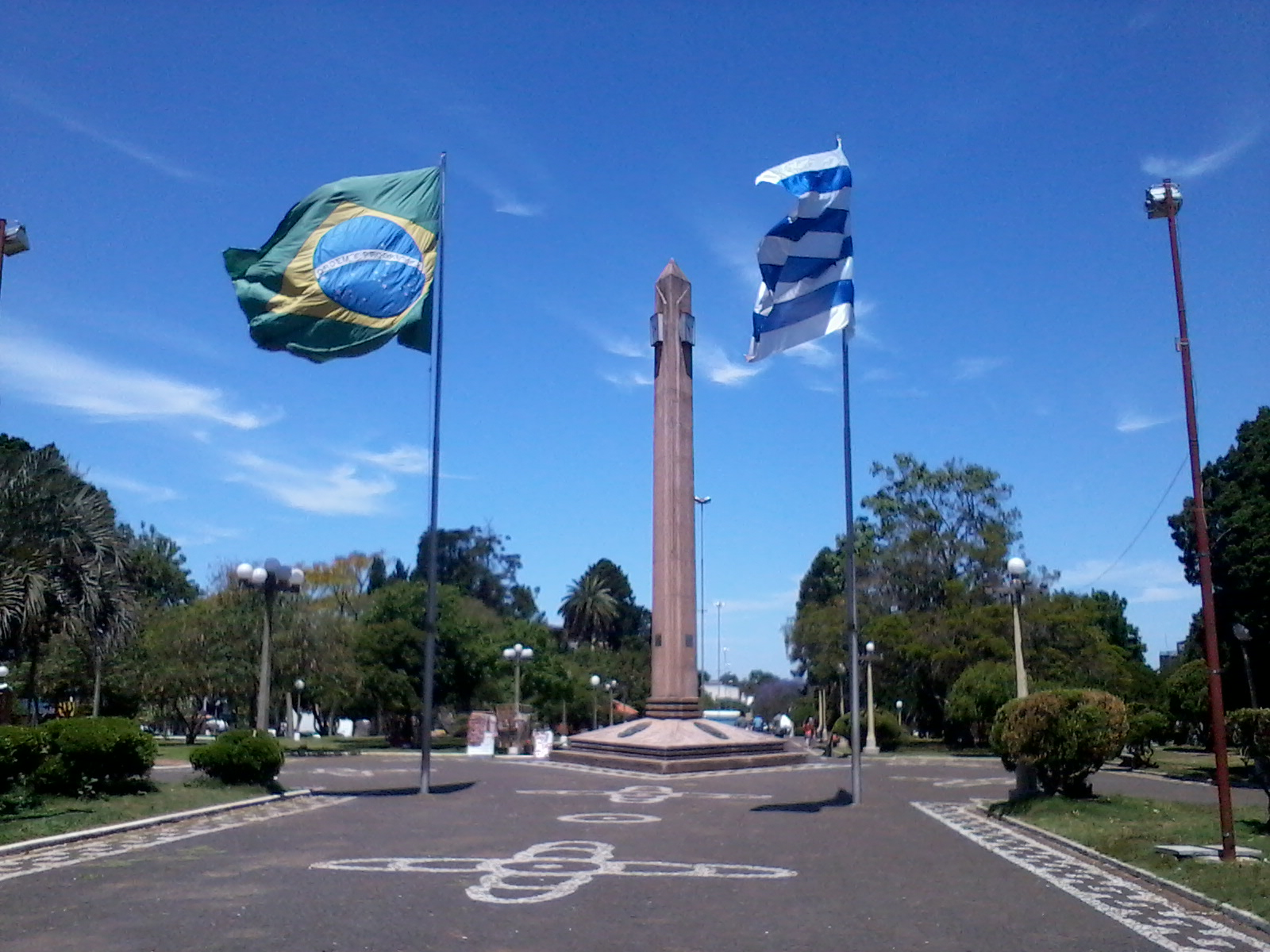
La Plaza Internacional, ubicada en la frontera entre las ciudades de Rivera y Santana do Livramento, marca el límite entre ambos países.

A lo largo de la frontera entre Uruguay y Brasil existen localicadades fronterizas como Chuy-Chuí, Rivera-Santana do Livramento y Artigas-Quaraí, en las cuales no existen grandes barreras físicas lo cual conlleva a la existencia de un fuerte intercambio cultural, económico, educativo y social entre las poblaciones de ambos ambos márgenes del límite internacional, dando lugar a "ciudades binacionales". Como consecuencia de este vínculo surgió el portuñol riverense ("fronteiriço"), un dialecto formado con la mezcla de portugués brasileño y español uruguayo.
En noviembre de 1920 se fundó el Clube Brasileiro, con el objetivo de reunir a los inmigrantes brasileños en Uruguay y sus descendientes, así como la promoción de la cultura de Brasil. La sede escogida fue un edificio del Centro de Montevideo, construido entre 1918 y 1919 por el arquitecto francés Camille Gardelle, y que fue nombrado como «Palacio Brasil». En 1940 se fundó el Instituto de Cultura Uruguayo Brasileño.
El censo uruguayo de 2011 reveló 12.882 personas que declararon a Brasil como su país de nacimiento. Entre los escolares nacidos en el exterior, los brasileños son uno de los grupos más numerosos, entre las 62 nacionalidades que están representados en la educación primaria uruguayas.